# Real Betis Balompié
Pour les articles homonymes, voir Betis.
Ne pas confondre avec le Séville FC, un autre club de football basé à Séville.
Maillots
Actualités
Le Real Betis Balompié, couramment appelé Real Betis ou Betis (et parfois, en France, Betis Séville), est un club de football espagnol fondé le 12 septembre 1907 et basé à Séville, en Andalousie. C'est la section football du club omnisports du même nom.

## Histoire
Séville a été le théâtre du premier match de football disputé en Espagne, ce fut le 8 mars 1890 à la Tablada Hippodrome entre l'équipe de Seville Waters Works qui fut battue par le Huelva Recreation Club sur le score de 2-0. À l'exception de deux joueurs espagnols dans l'équipe de Huelva, tous les joueurs étaient anglais.
Le nom du club de Betis est un dérivé de Baetica (nom romain de l'Andalousie et du fleuve qui la parcourt, le Guadalquivir). La date de la création du club est 1907. Cette année-là, le Sevilla Balompié est fondé par des étudiants de l'école polytechnique de la calle Cervantes. Deux ans plus tard, un nouveau club voit le jour à Séville : le Betis Foot-ball Club. En 1914, les deux clubs fusionnent. Le mot Balompié est une traduction littérale du mot anglais football. Le Betis est l'un des rares clubs espagnols à toujours conserver cette appellation dans son nom officiel. Comme pour d'autres clubs espagnols, Real fut ajouté après qu'il eut reçu le soutien du roi d'Espagne Alphonse XIII en 1914. Auparavant, l'un des fondateurs du club, Manuel Ramos Asensio, de retour d'un voyage en Écosse, proposa au Betis d'utiliser les mêmes couleurs de tenue que le Celtic FC, qui étaient alors le noir et le vert. Ayant pensé que cela leur porterait malheur, les joueurs adoptèrent le blanc et le vert, qui sont les couleurs du drapeau de l'Andalousie.
En 1935, il est proclamé champion de Première Division, et fait ainsi partie des neuf clubs espagnols à avoir remporté le championnat.
En 1955, l'homme d'affaires Benito Villamarín accède à la présidence du club. Il est un personnage-clé de la récupération du club qui venait de passer sept saisons en troisième division.
Le Betis gagne sa première Coupe du Roi en 1977.
Dans les années 1980, l'équipe était dirigée par Rafael Gordillo, un temps recordman du nombre de sélections en équipe d'Espagne avec un total de 75 matchs.
Le Betis gagne la Copa del Rey à trois reprises, en 1977, 2005 et 2022. Durant l'été 1992, le club risque de disparaître. Il est sauvé par son vice-président, Manuel Ruiz de Lopera, qui en devient le propriétaire.

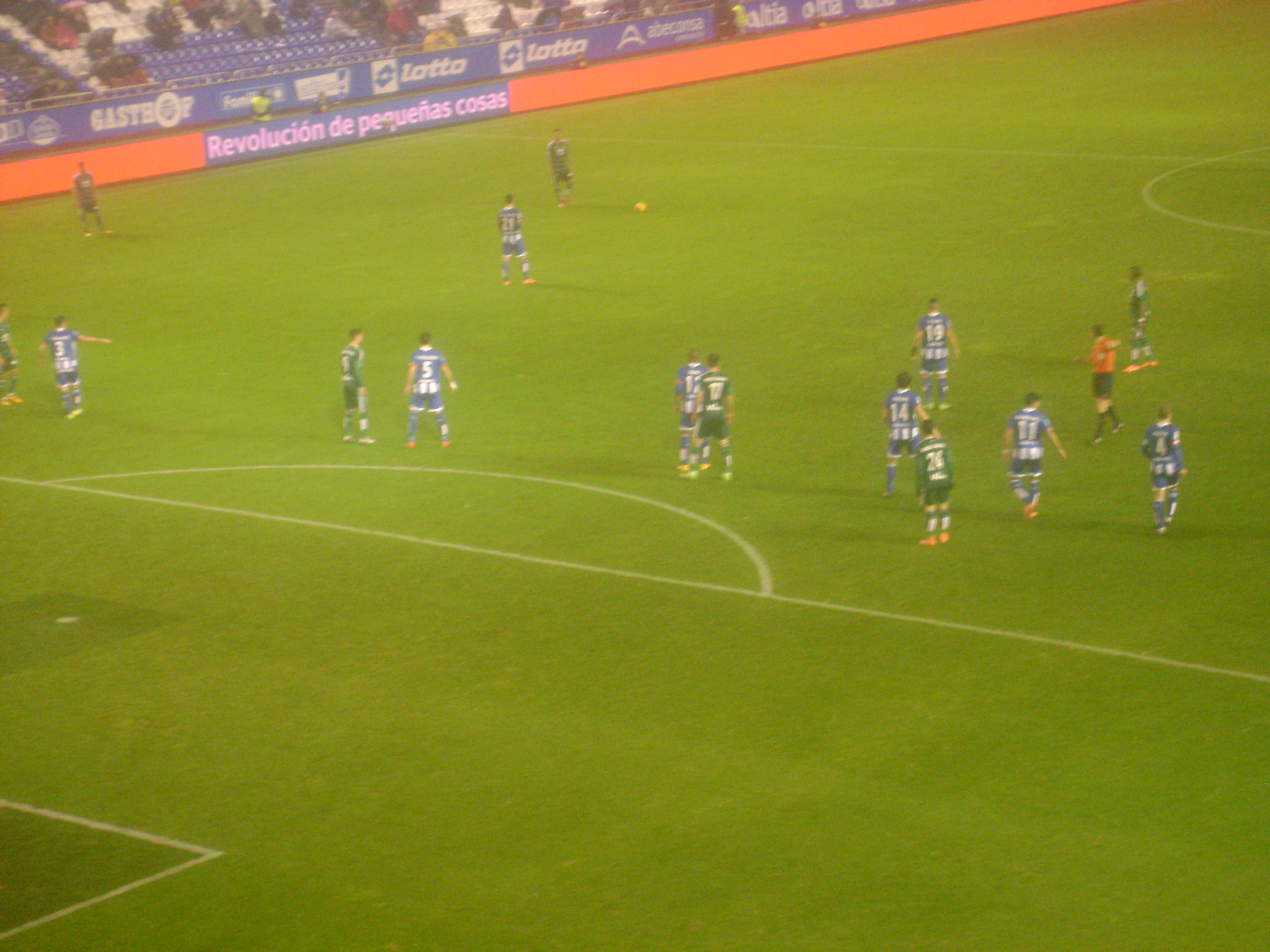
Match opposant le Betis et le Deportivo La Corogne.

Durant la saison 2004-2005, le Betis dispose d'une équipe emmenée par Joaquín, l'ailier droit andalou, qui termine meilleur passeur de Liga, et Ricardo Oliveira, l'attaquant brésilien, qui marque de nombreux buts décisifs. Ceci permet au club de réaliser une magnifique saison en parvenant à finir 4e de la Liga, et en battant Osasuna en finale de la Copa del Rey, sur des buts de Ricardo Oliveira et Dani. Le Betis a donc la distinction d'être le premier club andalou à avoir participé à la Ligue des champions lors de la saison 2005-2006, mais il termine 3e de la phase de poule derrière Liverpool et Chelsea, le futur demi-finaliste. Malgré cela, le Betis quitte la compétition la tête haute en ayant battu à Villamarin Chelsea 1-0, sur un but de Dani, dans un des plus grands matchs de l'histoire du club. Mais, après ses bonnes années, le Betis est en déclin et joue le maintien chaque saison. En 2007, grand moment pour tous les supporters béticos, le club fête son centenaire. En 2008-2009, le club est relégué en Liga Adelante pour un but au profit de Getafe. Le Betis manque de remonter l'année suivante en finissant à égalité avec Levante et Hércules, respectivement 2e et 3e. Mais, à la différence de but particulière, le Betis est battu par les deux clubs valenciens. Il finit donc à la 4e place et reste en Adelante. Il en sort un an plus tard comme champion de la catégorie.
Au terme de la saison 2012-2013, le Betis se qualifie pour la Ligue Europa en terminant à la septième place du championnat espagnol. Mais un an après, le club est relégué en D2. Le Betis ne reste qu'une saison en D2 et remonte en D1 le 24 mai 2015.
En mai 2018, le club entraîné par Quique Setién se qualifie pour la Ligue Europa.
Le Betis remporte sa troisième Coupe du Roi en 2022 en s'imposant en finale contre le Valence CF après une séance de tirs au but.

## Bilan sportif

### Palmarès
| Compétitions nationales | Compétitions internationales            |
| - Champion d'Espagne (1) : - Champion : 1935 - Troisième : 1964 et 1995 - Championnat d'Espagne de deuxième division (7) : - Champion : 1932, 1942, 1958, 1971, 1974, 2011 et 2015 - Coupe d'Espagne (3) : - Vainqueur : 1977, 2005, 2022 - Finaliste : 1931, 1997 - Supercoupe d'Espagne : - Finaliste : 2005 - Coupe de la Ligue espagnole : - Finaliste : 1986 - Trophée Semana del Sol-Ciudad de Marbella (1) : - Vainqueur : 1986 | - Ligue Conférence : - Finaliste : 2025 |

### Bilan européen

#### Bilan
| Compétition                | P  | M   | V  | N  | D  | BP  | BC  | Diff. |
| -------------------------- | -- | --- | -- | -- | -- | --- | --- | ----- |
| Ligue des champions (C1)   | 1  | 8   | 3  | 2  | 3  | 6   | 9   | -3    |
| Coupe des coupes (C2)      | 2  | 12  | 5  | 3  | 4  | 15  | 13  | +2    |
| Ligue Europa (C3)          | 11 | 70  | 36 | 14 | 20 | 106 | 72  | +34   |
| Ligue Conférence (C4)      | 2  | 19  | 9  | 5  | 5  | 29  | 18  | +11   |
| Coupe des villes de foires | 1  | 2   | 0  | 1  | 1  | 1   | 3   | -2    |
| Total                      | 17 | 111 | 53 | 25 | 33 | 157 | 115 | +42   |

#### Résultats
Légende
- Victoire ou qualification pour le tour suivant
- Match nul
- Défaite ou élimination de la compétition

Note : dans les résultats ci-dessous, le score du club est toujours donné en premier.
| Saison    | Compétition                | Tour                | Club                     | Domicile | Extérieur | Total             |
| --------- | -------------------------- | ------------------- | ------------------------ | -------- | --------- | ----------------- |
| 1964-1965 | Coupe des villes de foires | 32es de finale      | Stade français           | 1 - 1    | 0 - 2     | 1 - 3             |
| 1977-1978 | Coupe des coupes           | Seizièmes de finale | AC Milan                 | 2 - 0    | 1 - 2     | 3 - 2             |
| 1977-1978 | Coupe des coupes           | Huitièmes de finale | Lokomotive Leipzig       | 2 - 1    | 1 - 1     | 3 - 2             |
| 1977-1978 | Coupe des coupes           | Quarts de finale    | Dynamo Moscou            | 0 - 0    | 0 - 3     | 0 - 3             |
| 1982-1983 | Coupe UEFA                 | 32es de finale      | SL Benfica               | 1 - 2    | 1 - 2     | 2 - 4             |
| 1984-1985 | Coupe UEFA                 | 32es de finale      | Universitatea Craiova    | 1 - 0    | 0 - 1 ap  | 1 - 1 (3 - 5 tab) |
| 1995-1996 | Coupe UEFA                 | 32es de finale      | Fenerbahçe SK            | 2 - 0    | 2 - 1     | 4 - 1             |
| 1995-1996 | Coupe UEFA                 | Seizièmes de finale | FC Kaiserslautern        | 1 - 0    | 3 - 1     | 4 - 1             |
| 1995-1996 | Coupe UEFA                 | Huitièmes de finale | Girondins de Bordeaux    | 2 - 1    | 0 - 2     | 2 - 3             |
| 1997-1998 | Coupe des coupes           | Seizièmes de finale | Budapest VSC             | 2 - 0    | 2 - 0     | 4 - 0             |
| 1997-1998 | Coupe des coupes           | Huitièmes de finale | FC Copenhague            | 2 - 0    | 1 - 1     | 3 - 1             |
| 1997-1998 | Coupe des coupes           | Quarts de finale    | Chelsea FC               | 1 - 2    | 1 - 3     | 2 - 5             |
| 1998-1999 | Coupe UEFA                 | 32es de finale      | Vejle BK                 | 5 - 0    | 0 - 1     | 5 - 1             |
| 1998-1999 | Coupe UEFA                 | Seizièmes de finale | Willem II Tilburg        | 3 - 0    | 1 - 1     | 4 - 1             |
| 1998-1999 | Coupe UEFA                 | Huitièmes de finale | Bologne FC               | 1 - 0    | 1 - 4     | 2 - 4             |
| 2002-2003 | Coupe UEFA                 | 64es de finale      | Zimbru Chișinău          | 2 - 1    | 2 - 0     | 4 - 1             |
| 2002-2003 | Coupe UEFA                 | 32es de finale      | Viktoria Žižkov          | 3 - 0    | 1 - 0     | 4 - 0             |
| 2002-2003 | Coupe UEFA                 | Seizièmes de finale | AJ Auxerre               | 1 - 0    | 0 - 2     | 1 - 2             |
| 2005-2006 | Ligue des champions        | Troisième tour Q    | AS Monaco                | 1 - 0    | 2 - 2     | 3 - 2             |
| 2005-2006 | Ligue des champions        | Groupe G            | Liverpool FC             | 1 - 2    | 0 - 0     | Troisième         |
| 2005-2006 | Ligue des champions        | Groupe G            | RSC Anderlecht           | 0 - 1    | 1 - 0     | Troisième         |
| 2005-2006 | Ligue des champions        | Groupe G            | Chelsea FC               | 1 - 0    | 0 - 4     | Troisième         |
| 2005-2006 | Coupe UEFA                 | Seizièmes de finale | AZ Alkmaar               | 2 - 0    | 1 - 2 ap  | 3 - 2             |
| 2005-2006 | Coupe UEFA                 | Huitièmes de finale | Steaua Bucarest          | 0 - 3    | 0 - 0     | 0 - 3             |
| 2013-2014 | Ligue Europa               | Barrages Q          | FK Jablonec              | 6 - 0    | 2 - 1     | 8 - 1             |
| 2013-2014 | Ligue Europa               | Groupe I            | Olympique lyonnais       | 0 - 0    | 0 - 1     | Deuxième          |
| 2013-2014 | Ligue Europa               | Groupe I            | Vitória Guimarães        | 1 - 0    | 1 - 0     | Deuxième          |
| 2013-2014 | Ligue Europa               | Groupe I            | HNK Rijeka               | 0 - 0    | 1 - 1     | Deuxième          |
| 2013-2014 | Ligue Europa               | Seizièmes de finale | Rubin Kazan              | 1 - 1    | 2 - 0     | 3 - 1             |
| 2013-2014 | Ligue Europa               | Huitièmes de finale | Séville FC               | 0 - 2    | 2 - 0 ap  | 2 - 2 (3 - 4 tab) |
| 2018-2019 | Ligue Europa               | Groupe F            | Olympiakos               | 1 - 0    | 0 - 0     | Premier           |
| 2018-2019 | Ligue Europa               | Groupe F            | F91 Dudelange            | 3 - 0    | 0 - 0     | Premier           |
| 2018-2019 | Ligue Europa               | Groupe F            | AC Milan                 | 1 - 1    | 2 - 1     | Premier           |
| 2018-2019 | Ligue Europa               | Seizièmes de finale | Stade rennais            | 1 - 3    | 3 - 3     | 4 - 6             |
| 2021-2022 | Ligue Europa               | Groupe G G          | Bayer Leverkusen         | 1 - 1    | 0 - 4     | Deuxième          |
| 2021-2022 | Ligue Europa               | Groupe G G          | Celtic FC                | 4 - 3    | 2 - 3     | Deuxième          |
| 2021-2022 | Ligue Europa               | Groupe G G          | Ferencváros TC           | 2 - 0    | 3 - 1     | Deuxième          |
| 2021-2022 | Ligue Europa               | Barrages            | Zénith Saint-Pétersbourg | 0 - 0    | 3 - 2     | 3 - 2             |
| 2021-2022 | Ligue Europa               | Huitièmes de finale | Eintracht Francfort      | 1 - 2    | 1 - 1 ap  | 2 - 3             |
| 2022-2023 | Ligue Europa               | Groupe C            | HJK Helsinki             | 3 - 0    | 2 - 0     | Premier           |
| 2022-2023 | Ligue Europa               | Groupe C            | Ludogorets Razgrad       | 3 - 2    | 1 - 0     | Premier           |
| 2022-2023 | Ligue Europa               | Groupe C            | AS Rome                  | 1 - 1    | 2 - 1     | Premier           |
| 2022-2023 | Ligue Europa               | Huitièmes de finale | Manchester United        | 0 - 1    | 1 - 4     | 1 - 5             |
| 2023-2024 | Ligue Europa               | Groupe C            | Rangers FC               | 2 - 3    | 0 - 1     | Troisième         |
| 2023-2024 | Ligue Europa               | Groupe C            | Sparta Prague            | 2 - 1    | 0 - 1     | Troisième         |
| 2023-2024 | Ligue Europa               | Groupe C            | Aris Limassol            | 4 - 1    | 1 - 0     | Troisième         |
| 2023-2024 | Ligue Europa Conférence    | Barrages            | Dinamo Zagreb            | 0 - 1    | 1 - 1     | 1 - 2             |
| 2024-2025 | Ligue Conférence           | Barrages Q          | Kryvbass Kryvy Rih       | 3 - 0    | 2 - 0     | 5 - 0             |
| 2024-2025 | Ligue Conférence           | Phase de ligue      | Legia Varsovie           | N/A      | 0 - 1     | 15e               |
| 2024-2025 | Ligue Conférence           | Phase de ligue      | FC Copenhague            | 1 - 1    | N/A       | 15e               |
| 2024-2025 | Ligue Conférence           | Phase de ligue      | NK Celje                 | 2 - 1    | N/A       | 15e               |
| 2024-2025 | Ligue Conférence           | Phase de ligue      | Mladá Boleslav           | N/A      | 1 - 2     | 15e               |
| 2024-2025 | Ligue Conférence           | Phase de ligue      | Petrocub Hîncești        | N/A      | 1 - 0     | 15e               |
| 2024-2025 | Ligue Conférence           | Phase de ligue      | HJK Helsinki             | 1 - 0    | N/A       | 15e               |
| 2024-2025 | Ligue Conférence           | Barrages            | KAA La Gantoise          | 0 - 1    | 3 - 0     | 3 - 1             |
| 2024-2025 | Ligue Conférence           | Huitièmes de finale | Vitória Guimarães        | 2 - 2    | 4 - 0     | 6 - 2             |
| 2024-2025 | Ligue Conférence           | Quarts de finale    | Jagiellonia Białystok    | 2 - 0    | 1 - 1     | 3 - 1             |
| 2024-2025 | Ligue Conférence           | Demi-finales        | ACF Fiorentina           | 2 - 1    | 2 - 2 ap  | 4 - 3             |
| 2024-2025 | Ligue Conférence           | Finale              | Chelsea FC               | 1 - 4    | 1 - 4     | 1 - 4             |
| 2025-2026 | Ligue Europa               | Phase de ligue      |                          | -        | -         | -                 |
| 2025-2026 | Ligue Europa               | Phase de ligue      |                          | -        | -         | -                 |
| 2025-2026 | Ligue Europa               | Phase de ligue      |                          | -        | -         | -                 |
| 2025-2026 | Ligue Europa               | Phase de ligue      |                          | -        | -         | -                 |
| 2025-2026 | Ligue Europa               | Phase de ligue      |                          | -        | -         | -                 |
| 2025-2026 | Ligue Europa               | Phase de ligue      |                          | -        | -         | -                 |
| 2025-2026 | Ligue Europa               | Phase de ligue      |                          | -        | -         | -                 |
| 2025-2026 | Ligue Europa               | Phase de ligue      |                          | -        | -         | -                 |

## Identité

### Logos

Logo jusqu'en 2022.
Logo depuis 2022.

## Infrastructures

### Stade
Le Real Betis Balompié joue tous ses matchs à domicile au stade Benito-Villamarín, d'une capacité de 60 720 places.

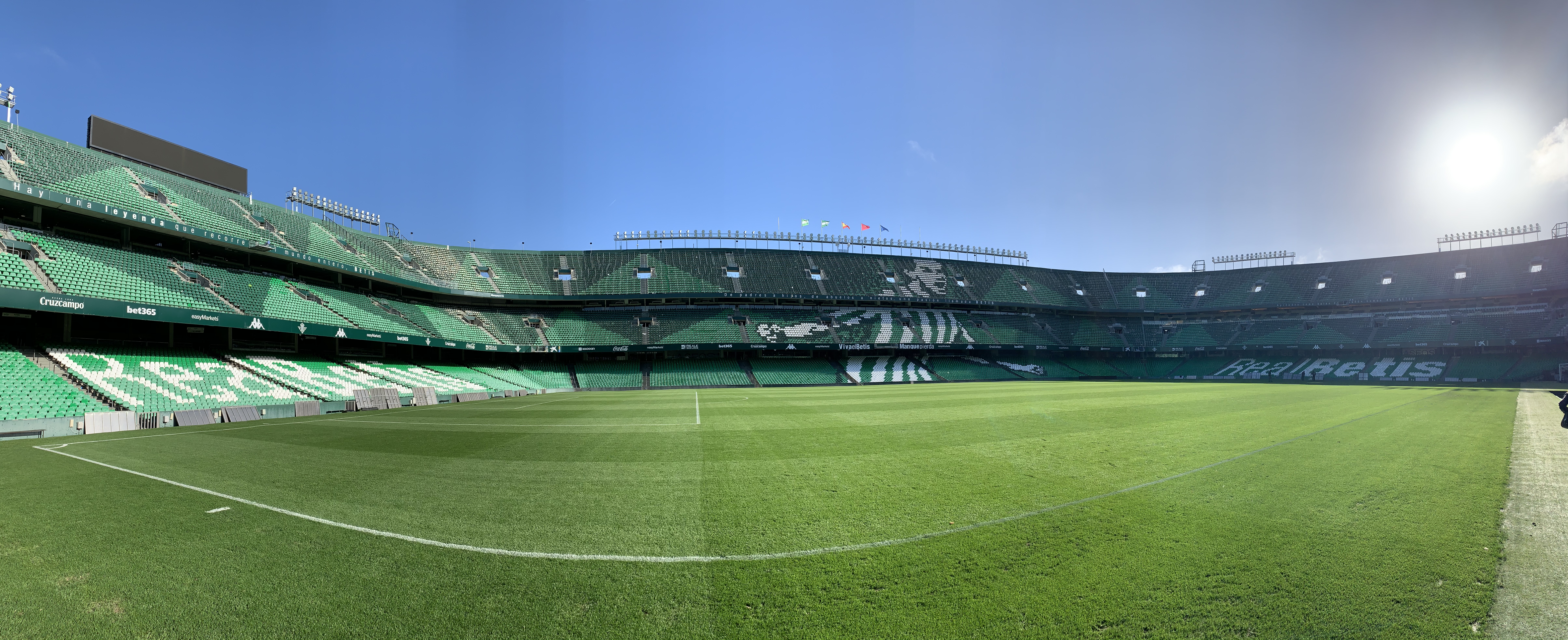
Vue panoramique du Benito-Villamarín en 2018, après rénovation de la nouvelle tribune sud (à droite de l'image).

## Personnalités du club

### Présidents
- Sevilla Balompié:
  - 1907 – Alfonso del Castillo Ochoa
  - 1909 – Juan del Castillo Ochoa
- Betis F.C.:
  - 1909 – Eladio García de la Borbolla
  - 1912 – Guillermo Comesaña Arahal
  - 1913 – Pedro Rodriguez de la Borbolla
- Real Betis Balompié:
  - 1914 – Harry Jones
  - 1916 – Carlos Alarcón de la Lastra
  - 1920 – Jerónimo Dominguez P. de Vargas
  - 1921 – Gil Gómez Bajuelo
  - 1924 – Juan del Castillo Ochoa
  - 1924 – Antonio Polo Roma
  - 1925 – Ramón Navarro Cáceres
  - 1928 – Antonio Laguardia
  - 1929 – Camilo Romero Sánchez
- 1929 – Daniel Mezquita
- 1930 – Ignacio Sánchez Mejías
- 1932 – Jose Ignacio Mantecón Novasa
- 1933-36 – Antonio Moreno Sevillano
- 1936-40 – Valentín Pérez Martínez
- 1940-42 – Ramón Poll Carbonell
- 1942-43 – Alfonso Alarcón de Lastra
- 1943-44 – Francisco Cantalapiedra Fernández de Toledo
- 1944-45 – Eduardo Benjumena Vázquez
- 1945-46 – Manuel Romero Puerto
- 1946-47 – Filomeno de Aspe Martínez
- 1947-50 – Pascual Aparicio García
- 1950-52 – Francisco de la Cerda Carmona
- 1952-55 – Manuel Ruiz Rodríguez
- 1955-65 – Benito Villamarín Prieto
- 1965-66 – Avelino Villamarín Prieto
- 1966 – Andrés Gaviño / José María Domenech (intérim)
- 1967-68 – Julio de la Puerta Castro
- 1969 – José León Gómez
- 1969-78 – José Núñez Naranjo
- 1979-83 – Juan Manuel Mauduit
- 1983-89 – Gerardo Martínez Retamero
- 1989-92 – Hugo Galera Davidson
- 1992-2006 – Manuel Ruiz de Lopera
- 2006-2010 - José León Gómez
- 2010-2011 - Rafael Gordillo Vázquez
- 2011-2014 - Miguel Guillén
- 2014 - Dominguez Platas
- 2016 -  Angel Haro

### Entraîneurs
Entraîneurs du Real Betis Balompié,
- Manuel Ramos Asensio (1) (1911-1914)
- Herbert Richard Jones (es) (1) (1914)
- Manuel Ramos Asensio (2) (1914-1915)
- Herbert Richard Jones (es) (2) (1916)
- J.P. Bryce (1917)
- Carmelo Navarro (1918)
- Basilio Clemente (1918)
- Salvador Llinat (1920)
- Andrés Aranda (es) (1922)
- Ramón Porlan y Merlo (1923)
- Alberto Álvarez (1924)
- Carlos Castañeda (1925)
- César Reyes (1927-1928)
- Juan Armet (en) (1) (1928-1930)
- Emilio Sampere (1930-1932)
- Patrick O'Connell (1) (1932-1935)
- Charles Slade (1935-1936)
- Juan Armet (en) (2) (1936-1940)
- Patrick O'Connell (2) (1940-1942)
- Cesáreo Baragaño (1942-déc.1942)
- Francisco Gómez (1) (déc.1942-1943)
- Juan Armet (en) (3) (1943-1944)
- Pedro Solé (1) (1944-1945)
- Juan Armet (en) (4) (1944-déc.1944)
- José Suárez Peral (1) (déc.1944-1945)
- Pedro Solé (2) (1945-1946)
- Patrick O'Connell (3) (1946-1947)
- José Suárez Peral (2) (1946-1947)
- José Quirante (1947-1948)
- José Suárez Peral (3) (1948-1949)
- Juan Armet (en) (5) (1949-1951)
- Francisco Gómez (2) (1951-1952)
- Manuel Olivares (1952-1953)
- Francisco Gómez (3) (1953-1955)
- Sabino Barinaga (1) (1954-1955)
- Pepe Valera (1) (1955-oct.1956)
- Carlos Iturraspe (oct.1956-1957)
- Antonio Barrios (en) (1) (1957-1959)
- Josep Seguer (1959)
- Enrique Fernández (1959-nov.1959)
- Sabino Barinaga (2) (nov.1959-1960)
- Ferdinand Daučík (1) (1960-déc.1962)
- Ernesto Pons (1) (déc.1962-1963)
- Domènec Balmanya (1963-1964)
- Louis Hon (1964-jan.1965)
- Rosendo Hernández (jan.-fév.1965)
- Andrés Aranda (es) (mar.1965)
- Ernesto Pons (2) (mar.1965-1965)
- Martim Francisco (en) (1965-déc.1965)
- Ernesto Pons (3) (déc.1965-1966)
- Luis Belló (1966-jan.1967)
- Antonio Barrios (en) (2) (jan.1967-1967)
- César Rodríguez Álvarez (1967-nov.1967)
- Pepe Valera (2) (nov.1967-jan.1968)
- Sabino Barinaga (3) (jan.-nov.1968)
- Ferdinand Daučík (2) (nov.1968-avr.1969)
- Esteban Areta (1) (avr.1969)
- Santiago Tejera (mai 1969-1969)
- Miguel González Pérez (es) (1969-nov.1969)
- Antonio Barrios (en) (3) (nov.1969-déc.1971)
- Esteban Areta (2) (déc.1971)
- Ferenc Szusza (jan.1972-oct.1976)
- Rafael Iriondo (1) (nov.1976-1978)
- José Luis García Traid (1978-avr.1979)
- León Lasa Múgica (es) (avr.-sep.1979)
- Luis Cid (en) (1) (sep.1979-1981)
- Luis Aragonés (1) (sep.1981)
- Rafael Iriondo (2) (sep.1981-mar.1982)
- Pedro Buenaventura (1) (intérim) (mar.-avr.1982)
- Antal Dunai (1982-déc.1982)
- Marcel Domingo (jan.1983-1983)
- Pepe Alzate (es) (1983-mar.1985)
- Luis Cid (en) (2) (mar.1985-mar.1986)
- Luis del Sol (1) (mar.1986-1987)
- John Mortimore (1987-fév.1988)
- Pedro Buenaventura (2) (int.) (fév.1988-1988)
- Eusebio Ríos (en) (1988-nov.1988)
- Pedro Buenaventura (3) (int.) (déc.1988)
- Cayetano Ré (jan.-mai 1989)
- Pedro Buenaventura (4) (int.) (mai 1989-1989)
- Juan Corbacho Troncoso (1989-avr.1990)
- Julio Cardeñosa (avr.1990-oct.1990)
- José Luis Romero (oct.1990-mar.1991)
- José Ramón Esnaola (en) (1) (int.) (mar.1991-1991)
- Jozef Jarabinský (en) (1991-jan.1992)
- Felipe Mesones (en) (fév.1992-1992)
- Jorge D'Alessandro (1992-mar.1993)
- José Ramón Esnaola (en) (2) (int.) (mar.1993-1993)
- Sergije Krešić (1993-fév.1994)
- Lorenzo Serra Ferrer (1) (mar.1994-1997)
- Luis Aragonés (2) (1997-1998)
- Vicente Cantatore (1998-oct.1998)
- Javier Clemente (oct.1998-1999)
- Carlos Timoteo Griguol (en) (1999-jan.2000)
- Guus Hiddink (fév-avr.2000)
- Faruk Hadžibegić (mai 2000)
- Fernando Vázquez (2000-mar.2001)
- Luis del Sol (2) (mar.2001-2001)
- Juande Ramos (2001-2002)
- Víctor Fernández (1) (2002-2004)
- Lorenzo Serra Ferrer (2) (2004-2006)
- Javier Irureta (2006-déc.2006)
- Luis Fernandez (déc.2006-2007)
- Paco Chaparro (es) (1) (int.) (2007)
- Héctor Cúper (2007-déc.2007)
- Paco Chaparro (es) (2) (déc.2007-avr.2009)
- Josep María Nogués (int.) (avr.2009-2009)
- Antonio Tapia (en) (2009-jan.2010)
- Víctor Fernández (2) (jan.2010-2010)
- Pepe Mel (1) (2010-déc.2013)
- Juan Carlos Garrido (déc.2013-jan.2014)
- Gabriel Calderón (jan.2014-2014)
- Julio Velázquez (2014-nov.2014)
- Juan Merino (1) (int.) (nov.-déc.2014)
- Pepe Mel (2) (déc.2014-jan.2016)
- Juan Merino (2) (int.) (jan.2016-2016)
- Gustavo Poyet (2016-nov.2016)
- Víctor Sánchez del Amo (nov.2016-mai 2017)
- Quique Setién (2017-mai 2019)
- Rubi (2019-2020)
- Alexis Trujillo (int.) (2020)
- Manuel Pellegrini (Depuis 2020)

### Joueurs emblématiques
- Aïssa Mandi
- Marcos Assunção
- Denílson
- Edu
- Ricardo Oliveira
- Achille Emana
- Robert Jarni
- Sebastián Alabanda
- Fernando Ansola
- Toni Prats
- Luis Aragonés
- Pedro Areso
- Arzu
- Beñat
- Antonio Biosca
- Capi
- Julio Cardeñosa
- Rubén Castro
- Antonio Doblas
- Fernando
- Rafael Gordillo
- Joaquín
- Juanito
- Simón Lecue
- Melli
- Juan Merino
- Alfonso Pérez
- Hipolito Rincon
- David Rivas
- Rojo
- Alexis Trujillo
- Víctor Unamuno
- Joaquín Urquiaga
- Fernando Varela
- Nabil Fekir
- Achille Emana
- Johan Vogel
- Finidi George
- Gerrie Mühren
- Iulian Filipescu
- Vlada Stošić

## Effectif professionnel actuel
Le premier tableau liste l'effectif professionnel des Béticos pour la saison 2025-2026. Le second recense les prêts effectués par le club lors de cette même saison.
En grisé, les sélections de joueurs internationaux chez les jeunes mais n'ayant jamais été appelés aux échelons supérieurs une fois l'âge-limite dépassé ou les joueurs ayant pris leur retraite internationale.

## Culture populaire

### Rivalités
Le Real Betis entretient une forte rivalité avec l'autre club de la ville, le Séville FC. Étant l'un des derbies les plus chauds d'Espagne, ayant affronté en plus de 100 matchs, comptant la première division, la deuxième division, Copa del Rey et Coupe de l'UEFA.

### Supporters
Les supporters Verdiblancos sont connus pour être l'un des plus fervents publics d'Espagne. Les statistiques de la saison 2019/2020 indiquent que le Betis est, en nombre de supporters, le 4e club d'Espagne derrière le Real Madrid, le FC Barcelone et l'Atlético de Madrid, devant l'Athletic Bilbao, Séville FC et Valence CF.
En 2019-2020, le Real Betis Balompié compte plus de 55 000 abonnés.